# Долно Паничерево
Долно Паничере́во, срещано също във варианти с Долни и Паничарево, е село в България на територията на днешната област Стара Загора.
При Освобождението на България носи името Чанакчии, преименувано е на Долно Паничерево, считано от 21 декември 1906 г. Селото е било в състава на общините Долно Паничерево, Николаево, Гурково.